# Змієносець (сузір'я)

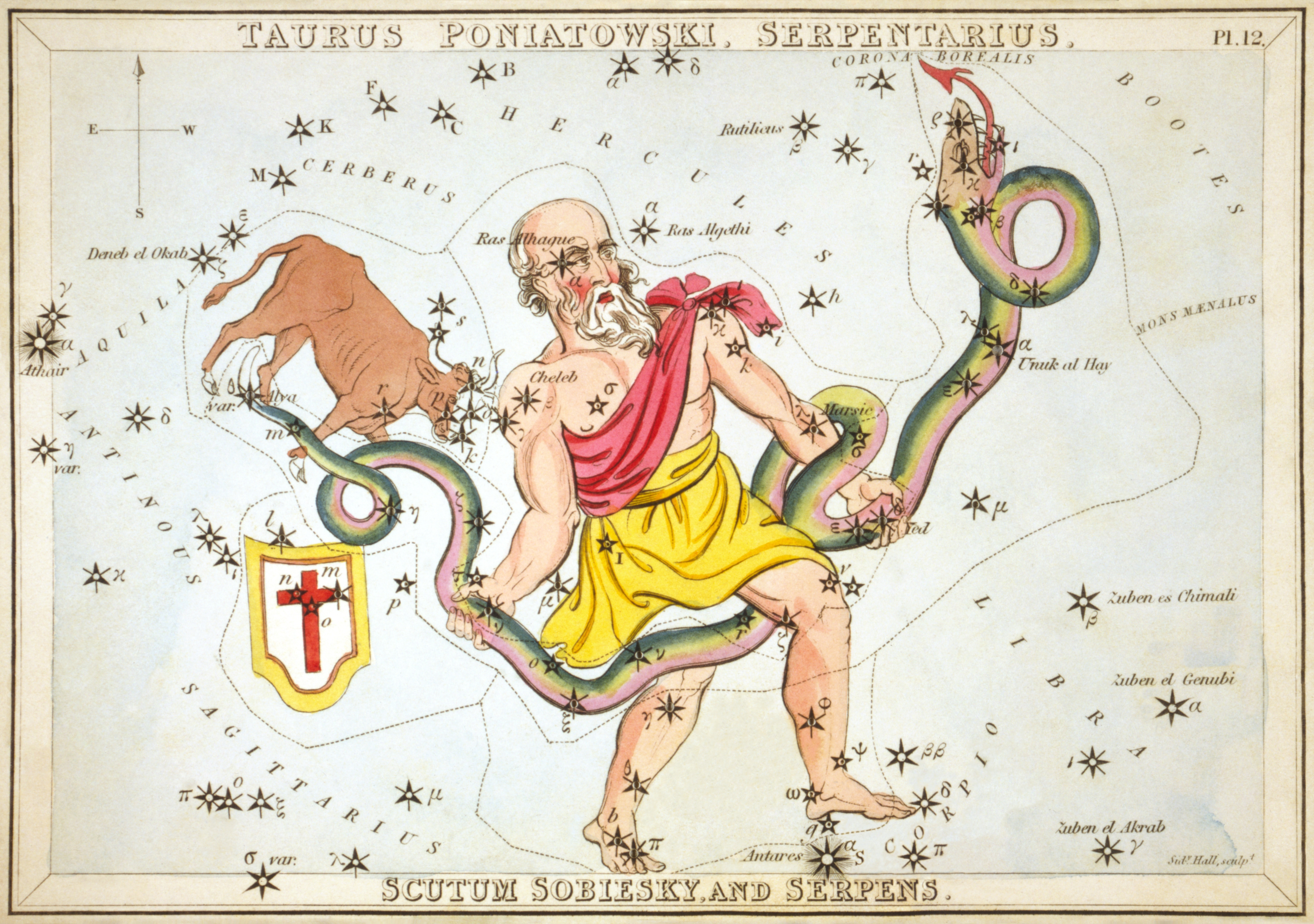
Сузір'я Змієносця, Змії, Щита Собеського та Тельця Понятовського з «Дзеркала Уранії», набору карток сузір'їв, виданого в Лондоні, бл. 1825

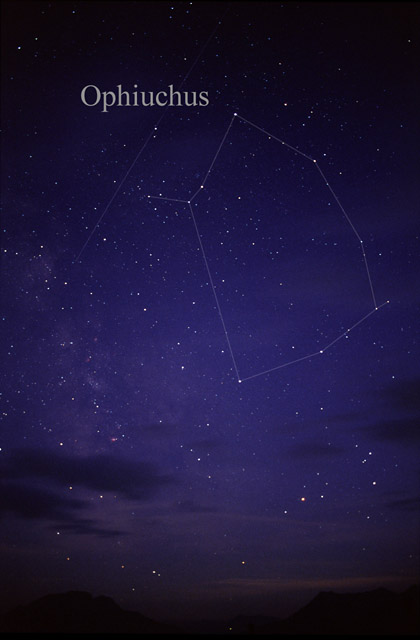
Сузір'я Змієносця неозброєним оком.

Змієно́сець (лат. Ophiuchus) — екваторіальне сузір'я. Одне з 48 сузір'їв, внесених до зоряного каталогу «Альмагест» Клавдія Птолемея. Сонце перебуває в Змієносці з 30 листопада по 17 грудня. Попри це, в астрології Змієносець не вважається знаком Зодіаку.
Змієносець зображується як чоловік, що тримає змію, розділену його тілом на дві частини, Голову Змії та Хвіст Змії, які, проте, вважають одним сузір'ям.

## Зорі та інші цікаві об'єкти
Найяскравіші зорі — α Змієносця, котра має назву Рас Альхаг, і η Змієносця, що називається Сабік, також β Змієносця, котра має назву Кельб Альраї і δ Змієносця, що називається Йєд Пріор.
RS Змієносця — повторна нова зоря. Яскравість цієї зорі через нерівномірні проміжки часу зростає в сотні разів протягом лише кількох днів. Уважається, що ця зоря може бути початковою стадією утворення наднової типу 1а[джерело?].
Зоря Барнарда — одна з найближчих зір до Сонячної системи.
У сузір'ї Змієносця 1604 року спалахнула остання спостережувана в нашій галактиці наднова зоря — SN 1604.
У цьому сузір'ї багато кулястих скупчень — М9, М10, М12, М14, М19 і М62), а також темних туманностей, таких, як S-туманність (B 72) і туманність «Люлька» (B 78).

## Цікаві факти
Іноді цьому сузір'ю також приписують латинські назви Serpentarius та Anguitenens.